# Arado Flugzeugwerke GmbH
 (août 2018).
Si vous disposez d'ouvrages ou d'articles de référence ou si vous connaissez des sites web de qualité traitant du thème abordé ici, merci de compléter l'article en donnant les références utiles à sa vérifiabilité et en les liant à la section « Notes et références ».
Arado Flugzeugwerke GmbH est un constructeur aéronautique allemand créé en 1921 et disparu en 1961.

## Origine
Arado Handelsgesellschaft fut fondé en 1924 à Warnemünde par l'industriel Hugo Stinnes pour couvrir un trafic, illégal au regard des Conventions d'Armistice et du Traité de Versailles, de matériel de guerre entre l'Allemagne et l'Amérique du Sud. Stinnes avait organisé dès 1923 l'achat des Fokker D.XI et D.XIII qui finirent à Lipetsk. Heinrich Lubbe, qui avait collaboré avec Anthony Fokker avant et durant la Première Guerre mondiale, décida d'investir dans l'entreprise et fit l'acquisition de Werft Warnemünde der Flugzeugbau Friedrichshafen GmbH. Il n'est donc pas extraordinaire que l'ingénieur Walter Rethel (en), engagé pour diriger le bureau d'études Arado, ait fait ses premières armes chez Kondor et travaillé chez Fokker à Schwerin durant la Première Guerre mondiale. La première réalisation de la firme fut un biplan de sport biplace, l'Arado S.I, qui donna un biplace d'entraînement aux allures de chasseur, le SC.I, retenu par les écoles de pilotage commercial. Rethel devait aborder tous les secteurs aéronautiques du moment, sans jamais obtenir de commandes importantes. Il réalisa cependant le premier chasseur moderne de la Luftwaffe, l'Arado Ar 65.

## Réorganisée, puis nationalisée
En 1931, Arado fut entièrement réorganisée sous la direction de Walter Blume, as de la Première Guerre mondiale, titulaire de 28 victoires et de la médaille Pour le Mérite, mais aussi dernier responsable du bureau d'études Albatros. Walter Rethel (en) passa alors chez Messerschmitt. En 1933, Arado obtenait pour 6 millions de Reichsmark de commandes. 1 500 avions sortirent de ses ateliers avant 1936, y compris des Heinkel He 51 produits sous licence. 
En 1938, la firme comptait 14 000 employés, répartis entre les usines de Brandenburg (Havel), Warnemunde, Anklam, Rathenow, Wittenberge, Neuendorf et Babelsberg bei Berlin, site qui hébergeait désormais la direction de l'entreprise et le bureau d'études. Lubbe, qui tentait de résister au contrôle de plus en plus important de l'état, fut arrêté et contraint de vendre l'entreprise au Reich. Le 4 mars 1939, l'entreprise devint Arado Flugzeugwerke GmbH.

## Des avions école et un bombardier à réaction
Après avoir réalisé l'Arado Ar 68, dernier chasseur biplan mis en service par la Luftwaffe, et l'excellent hydravion Ar 196 embarqué sur les navires de la Kriegsmarine, Arado devait réaliser le premier bombardier à réaction mis en service dans le monde, l'Arado Ar 234.
Malgré tout, Arado fut principalement un constructeur d'avions d'école, avec 12 000 Ar 96, et un important sous-traitant de Focke-Wulf, Heinkel et Messerschmitt. Durant la guerre, Arado fut également chargée de contrôler les activités du constructeur français SIPA, chargé de développer le biplace d'entraînement Arado Ar 396 qui fut construit pour l'Armée de l'Air après la Seconde Guerre mondiale comme SIPA S.10/11/12.

## Fin de la guerre
Jusqu'à leur libération en avril 1945 par l'armée soviétique, 1 012 travailleurs forcés de Fribourg, un sous-camp du camp de concentration de Flossenbürg, travaillaient à l'usine Arado. Le travail forcé a commencé en août 1944 avec l'arrivée d'un premier train de 249 prisonniers. Les prisonniers étaient pour la plupart des femmes juives polonaises et les jeunes filles envoyées à Freiburg d'Auschwitz.
Arado également construit sous licence différentes versions du Focke-Wulf Fw 190.
En 1945, la société a été liquidée et définitivement radiée du registre du commerce en 1961.
Les Arado Ar 96 ont continué à être produits par Zlin pendant de nombreuses années après la guerre, ainsi que le C.2B.